# Kutry desantowe projektu 11770
Kutry desantowe projektu 11770 (typu Sierna) (kod NATO: Serna) – typ szybkich kutrów desantowych Marynarki Wojennej Rosji, budowanych od lat 90. XX wieku w liczbie 12 jednostek. Powstały także cztery kutry eksportowego projektu 11771 na rynek cywilny jako statki transportowe.

## Projekt i budowa
Założenia techniczno-taktyczne szybkich kutrów desantowych sformułowano jeszcze przez marynarkę ZSRR w 1977 roku. Przewidywano, że będą one przenoszone po sześć sztuk przez duże okręty desantowe-doki projektu 1174, zamiast kutrów projektu 1176, zapewniając szybki transport pojazdów wojskowych i desantu na brzeg, lecz do ich użycia na tych okrętach ostatecznie nie doszło, a same okręty desantowe tego typu wycofano ze służby przed zbudowaniem większej liczby nowych kutrów. Kutry nadawały się także do działań samodzielnych. Prace projektowe rozpoczęły się dopiero w sierpniu 1985 roku, w Centralnym Biurze Konstrukcyjnym Wodolotów im. R Aleksiejewa w Gorkim (od 1990 roku: Niżny Nowogród). Typ otrzymał oznaczenie projektu 11770 i nazwę Sierna (ros. Серна, pol. kozica). W 1987 roku zdecydowano zbudować do 1988 roku dwa kutry do prób, których budowę zlecono stoczni Wołga w Niżnym Nowogrodzie.
Prace nad budową prototypów znacznie się opóźniły z powodu przeciążenia stoczni innymi zadaniami, a następnie wstrzymania finansowania po rozpadzie ZSRR. Ostatecznie prawa do nich przekazano stoczni, która je wyposażyła według zmodyfikowanego eksportowego projektu 11771 zgodnie ze standardami rejestru statków Rosji i sprzedała w 1994 roku do Zjednoczonych Emiratów Arabskich. Jeszcze jeden zbudowano w tym roku dla Estonii, a w kolejnym roku trzeci dla ZEA.
Budowę pierwszego okrętu projektu 11770 dla Marynarki Wojennej Rosji D-67 (lub DKA-67) rozpoczęto dopiero 1 lipca 1993 roku. Wszedł on do służby 30 grudnia 1994 roku lub według innych źródeł 4 maja 1995 roku. Dopiero w grudniu 1999 roku oddano drugi kuter dla marynarki Rosji D-156, a w grudniu 2002 roku trzeci D-131 i w 2005 roku czwarty D-172. Produkcja następnie uległa zintensyfikowaniu i w 2008 roku zbudowano D-56 i D-144, w 2009 roku „Kontr-admirał Diemidow” (DKA-1441) i „Kontr-admirał Olenin” (DKA-1442), w 2010 roku D-107. W drugiej dekadzie XXI wieku zbudowano w 2013 roku D-809 i D-810, a w 2014 roku ostatni D-199, kończąc serię na dwunastu jednostkach.

## Opis

Szkic boczny

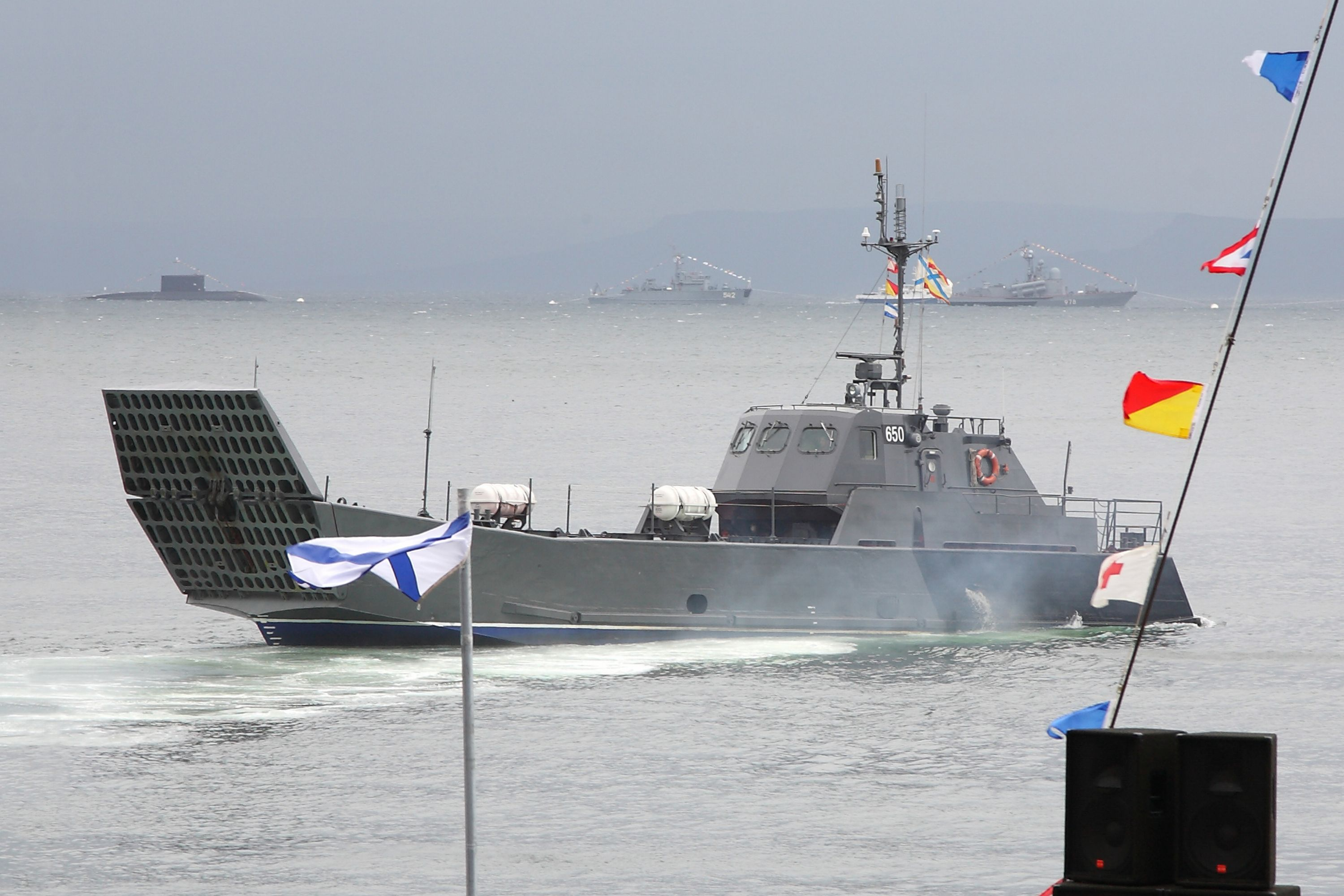
D-107 z rozłożoną rampą, 2012 rok

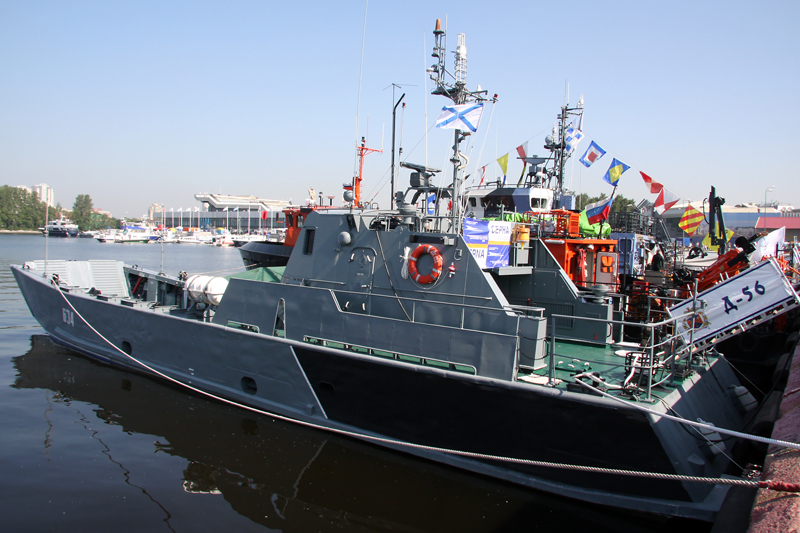
D-56 od tyłu

Kutry proj. 11770 mają kadłub i nadbudówkę wykonane dla zmniejszenia masy z lekkiego stopu aluminiowo-magnezowego. Opływowa nadbudówka znajduje się na rufie, a w dziobowej części kuter ma opuszczaną dwudzielną rampę załadunkową. Nadbudówka obejmuje mostek kapitański, pomieszczenie obsługowe i toalety. Mostek ma lekkie opancerzenie przeciw pociskom broni strzeleckiej i odłamkom. Dla rozwijania dużych prędkości, dziób poniżej rampy ma klinowy kształt typowy dla szybkich kutrów. Wyporność standardowa kutra wynosi 53 ton, a pełna 105 ton. Inne źródła podają wyporność standardową 61 ton, a pełną 99,7 t. Długość wynosi 26,65 m, szerokość 5,8 m, a zanurzenie 1,52 m, natomiast podczas ruchu 1,3 m. Inne źródła podają długość 25,6 m.
Kutry mogą desantować jeden czołg podstawowy w rodzaju T-80 lub inny pojazd opancerzony o masie do 45 ton (np. transporter opancerzony). Niektóre źródła podają maksymalny ładunek 50 ton. Zamiast ładunku można zabrać 60 żołnierzy desantu z wyposażeniem (inne źródła podają 92 żołnierzy). Desant przewożony jest po zamontowaniu siedzeń na odkrytym pokładzie transportowym o wymiarach 15 × 4,1 m, który może być wówczas nakryty namiotem. Według innych danych, platforma transportowa ma wymiary 13,9 × 4 m. Załoga liczy cztery osoby: dowódca, mechanik, motorzysta i sternik. Autonomiczność z desantem wynosi jedną dobę.
Napęd stanowią dwa czterosuwowe 42-cylindrowe silniki wysokoprężne Zwiezda M503A-3 w układzie sześciokrotnej gwiazdy, rozwijające moc stałą po 3000 KM, pełną 3300 KM i maksymalną 4000 KM. Silniki poruszają dwie śruby o stałym skoku w dyszach Korta. Zasada ruchu opiera się na ślizgu z wykorzystaniem niszy powietrznej pod specjalnie ukształtowanym dnem, umożliwiającej zmniejszenie oporów ruchu i osiąganie prędkości większych od jednostek wypornościowych. Przy spokojnym morzu prędkość maksymalna sięga 30 węzłów, znacznie spada przy złym stanie morza. Zasięg z prędkością maksymalną wynosi 100 mil morskich; może być zwiększony do 600 Mm z ładunkiem 37 ton i dodatkowymi zapasami paliwa. 
Okręty nie posiadają stałego uzbrojenia, lecz mają trzy podstawy dla karabinów maszynowych stanowiących uzbrojenie desantu. Mogą też zabierać sześć przenośnych wyrzutni pocisków przeciwlotniczych bliskiego zasięgu Igła.
Wyposażenie stanowi radar dozoru ogólnego Mius. Według innych źródeł, zastosowany był radar nawigacyjny SRN-206 produkcji polskiej. W budowanych później kutrach radar mógł ulec zmianie.

## Służba

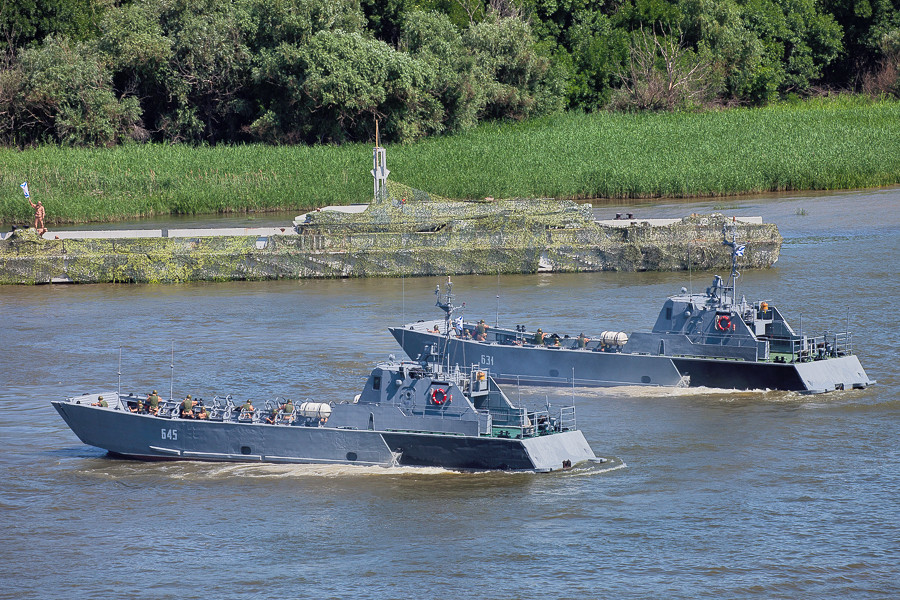
D-172 i D-131 Flotylli Kaspijskiej, 2015 rok

W 2018 roku Marynarka Wojenna Rosji posiadała kutry tego typu (w nawiasach numery burtowe):
- Flota Bałtycka: DKA-67 (747, 767), „Kontr-admirał Diemidow” (613, 746, 791), „Kontr-admirał Olenin” (616, 799, 792)[1][5]
- Flota Czarnomorska: D-144 (575), D-199 (544, 659)[1][5]
- Flota Oceanu Spokojnego: D-107 (650)[5]
- Flotylla Kaspijska: D-56 (634), D-131 (631), D-156 (630), D-172 (645), D-809 (646), D-810[5]

Jednostki Floty Czarnomorskiej (i być może inne przerzucone na ten akwen) wzięły udział w inwazji Rosji na Ukrainę w 2022 roku. 7 maja 2022 roku jeden z kutrów, z samobieżną wyrzutnią przeciwlotniczą Tor na pokładzie, został zniszczony bombą przez ukraiński dron Bayraktar TB2 w przystani na Wyspie Wężowej. Po ataku bezzałogowych łodzi wybuchowych w nocy na 10 listopada 2023 roku Ukraina doniosła o zatopieniu drugiego kutra typu Sierna oraz jednego typu Akuła (projektu 1176) u brzegów Krymu, obu przewożących pojazdy opancerzone, co potwierdzono nagraniem z ataku. Według strony ukraińskiej, kuter typu Sierna zatonął mimo prób utrzymania go na powierzchni – jednak skutki ataku i to, czy doszło do bezpowrotnej utraty jednostki, nie zostały obiektywnie zweryfikowane. Niektóre źródła podają oznaczenie zatopionego kutra: D-144.
Ponadto, dwie jednostki zmodyfikowanego projektu 11771 sprzedano w 1994 roku do Zjednoczonych Emiratów Arabskich i jedną do Estonii, po czym w kolejnym roku jeszcze trzecią dla ZEA. W Estonii początkowo kuter służył w Straży Granicznej pod nazwą „Tiir” i z numerem burtowym PVL 104. W ZEA były użytkowane do celów komercyjnych.